# Fernando Rey
Fernando Rey, właśc. Fernando Casado Arambillet (ur. 20 września 1917 w A Coruña, zm. 9 marca 1994 w Madrycie) – hiszpański aktor filmowy, teatralny i telewizyjny. 
Największą sławę i uznanie przyniosły mu kreacje w filmach Luisa Buñuela: Viridiana (1961), Tristana (1970), Dyskretny urok burżuazji (1972), Mroczny przedmiot pożądania (1977), a także rola narkotykowego bossa w legendarnym amerykańskim filmie Francuski łącznik (1971) w reżyserii Williama Friedkina.

## Życiorys
Urodził się w A Coruña w Hiszpanii jako syn Sary Aambillet Rey i Fernando Casado Veigi. Studiował architekturę, ale wojna domowa w Hiszpanii przerwała jego studia, co doprowadziło go do sukcesu. Rey i jego ojciec walczyli po stronie lojalistów i pod koniec wojny zostali zubożeni.
Karierę filmową rozpoczął jako statysta w musicalu Fazendo Fitas (1935), czasem nawet zdobywając uznanie w Nuestra Natacha (1936), Los cuatro robinsones (1939), Leyenda rota (1940), El rey que rabió (1940), La Dolores (1940), La gitanilla (1940), ¡A mí no me mire usted! (1941) jako Viajero i Escuadrilla (1941). To właśnie wtedy wybrał swój pseudonim sceniczny – Fernando Rey. Zachował swoje imię, ale przyjął drugie nazwisko matki, Rey, krótkie nazwisko o jasnym znaczeniu („Rey” to po hiszpańsku „król”). Znał biegle kilka języków. Jego pierwszą rolą mówioną był książę Alby w dramacie Eugenia de Montijo (1944). Cztery lata później zagrał rolę Filipa I Pięknego, króla Hiszpanii, w hicie hiszpańskiego kina Szaleństwo miłości (Locura de amor, 1948). Był angażowany zarówno do filmów europejskich, jak i amerykańskich.
Zasiadał w jury konkursu głównego na 28. MFF w Cannes (1975). W latach 1992–1994 był przewodniczącym Hiszpańskiej Akademii Sztuki Filmowej.
W 1960 zawarł związek małżeński z argentyńską aktorką Mabel Campolongo Jaime, lepiej znaną jako Mabel Karr. Byli małżeństwem przez 34 lata do jego śmierci. Mieli syna Fernando Casado Campolongo (ur. 1961) i córkę Mabel.
Zmarł 9 marca 1994 w Madrycie na raka pęcherza moczowego w wieku 76 lat.

## Wybrana filmografia
- Marcelino, chleb i wino (1955) jako Mnich - narrator
- Księżycowi jubilerzy (1957) jako wuj Ursuli
- Viridiana (1961) jako Don Jaime
- Powrót siedmiu wspaniałych (1966) jako ksiądz
- Navajo Joe (1966) jako ojciec Rattigan
- Kolty siedmiu wspaniałych (1969) jako Quintero
- Tristana (1970) jako Don Lope
- Francuski łącznik (1971) jako Alain Charnier
- Miasto zwane piekłem (1971) jako ślepiec
- Dyskretny urok burżuazji (1972) jako Don Rafael
- Francuski łącznik II (1975) jako Alain Charnier
- Szacowni nieboszczycy (1976) jako minister ds. bezpieczeństwa
- Siedem piękności Pasqualino (1976) jako Pedro
- Jezus z Nazaretu (1977) jako Gasper
- Mroczny przedmiot pożądania (1977) jako Mathieu
- Elizo, życie moje (1977) jako Luis
- Caboblanco (1980) jako szef policji
- Dyktator z Paradoru (1988) jako Alejandro
- 1492. Wyprawa do raju (1992) jako Marchena
- Po drugiej stronie tunelu (1993) jako Miquel

## Nagrody
| Rok  | Nagroda                                         | Kategoria                             | Film                                               |
| ---- | ----------------------------------------------- | ------------------------------------- | -------------------------------------------------- |
| 1970 | Nagroda Sant Jordi                              | Najlepszy występ w filmie hiszpańskim | Tristana (1970)                                    |
| 1972 | Międzynarodowy Festiwal Filmowy w San Sebastián | Najlepszy aktor                       | La duda (1972)                                     |
| 1977 | 30. Międzynarodowy Festiwal Filmowy w Cannes    | Złota Palma                           | Elizo, życie moje (1977)                           |
| 1986 | Nagroda Sant Jordi                              | Najlepszy aktor hiszpański            | Gwiezdny rycerz (1985) Padre nuestro (1985)        |
| 1988 | Międzynarodowy Festiwal Filmowy w San Sebastián | Najlepszy aktor                       | Zimowy dziennik (1988) El aire de un crimen (1988) |
| 1989 | Goya                                            | Najlepszy aktor                       | Zimowy dziennik (1988)                             |
| 1993 | Nagroda Hiszpańskiego Związku Aktorów i Aktorek | Najlepszy aktor telewizyjny           | El Quijote de Miguel de Cervantes (1991–1992)      |